# Sherborne Old Castle
Sherborne Old Castle är ett slott i Storbritannien.   Det ligger i kommunen Dorset och riksdelen England, i den södra delen av landet, 180 km väster om huvudstaden London. Sherborne Old Castle ligger 70 meter över havet.
Terrängen runt Sherborne Old Castle är platt. Runt Sherborne Old Castle är det ganska tätbefolkat, med 93 invånare per kvadratkilometer. Närmaste större samhälle är Yeovil, 9,1 km väster om Sherborne Old Castle. Trakten runt Sherborne Old Castle består i huvudsak av gräsmarker.